# (464530) 2016 CT16
(464530) 2016 CT16 es un asteroide perteneciente al cinturón de asteroides, descubierto el 7 de abril de 2005 por el equipo Spacewatch desde el Observatorio Nacional de Kitt Peak (Arizona, Estados Unidos).